# フランコ・アウトリ
フランコ・アウトリ（Franco Autori, 1903年11月29日 - 1990年10月16日）は、イタリア出身の指揮者。

## 来歴
ナポリの生まれ。ピエトロ・マスカーニとリッカルド・ザンドナーイの薫陶を受け、ヴェネツィアやカターニアなどイタリア各地の歌劇場で研鑽を積んだ。1928年に渡米し、シカゴ市民オペラの指揮者、ダラス交響楽団への客演、ニューヨークの連邦音楽プロジェクトへの参加を経て、1937年から1945年までバッファロー・フィルハーモニー管弦楽団の音楽監督を務めた。1945年から1953年までニューヨークのシャトークア交響楽団の首席指揮者を務めたが、1949年からニューヨーク・フィルハーモニック交響楽団の準指揮者も兼任し、1959年までその任に当たった。1961年から1971年まではタルサ・フィルハーモニー管弦楽団の首席指揮者を務めていた。
1990年10月16日にアメリカ合衆国オクラホマ州のタルサにて没した。